# Protapanteles hydroeciae
Protapanteles hydroeciae är en stekelart som först beskrevs av You och Xiong 1983.  Protapanteles hydroeciae ingår i släktet Protapanteles och familjen bracksteklar. Inga underarter finns listade i Catalogue of Life.